# لويز ألدر
لويز ألدر (بالإنجليزية: Louise Alder)‏ هي مغنية أوبرا بريطانية، ولدت في 25 نوفمبر 1986 في لندن في المملكة المتحدة.

## وصلات خارجية
- الموقع الرسمي
- لويز ألدر على موقع IMDb (الإنجليزية)
- لويز ألدر على موقع ميوزك برينز (الإنجليزية)
- لويز ألدر على موقع أول ميوزيك (الإنجليزية)
- لويز ألدر على موقع ديسكوغز (الإنجليزية)